# TalonSoft
TalonSoft va ser una empresa de Baltimore, Maryland dedicada creació de videojocs que es va crear el 1995 per Jim Rose i John Davidson. La companyia es va especialitzar en videojocs bèl·lics, que llavors bastants dels seus videojocs han sigut ben rebuts per la comunitat relacionada amb els videojocs de guerra.
TalonSoft va ser comprada per Take-Two Interactive a principis del 2000, ai va operar com a empresa subsidiària de Take-Two fins que va tancar el 2002. L'actual domini d'Internet de l'empresa és talonsoft.com Arxivat 2011-07-17 a Wayback Machine. que rediregeix cap a l'empresa Gathering of Developers.
A l'octubre del 2005, Matrix Games va obtenir els drets de publicació de la majoria dels videojocs de TalonSoft, fins i tot els modes de joc, campanyes i art propis dels videojocs de l'empresa.

## Videojocs publicats o creats per TalonSoft
- Saga Battleground
  - Battleground: Bulge-Ardennes (1995)
  - Battleground 2: Gettysburg (1995)
  - Battleground 3: Waterloo (1996)
  - Battleground 4: Shiloh (1996)
  - Battleground 5: Antietam (1996)
  - Battleground 6: Napoleon in Russia (1997)
  - Battleground 7: Bull Run (1997)
  - Battleground 8: Prelude to Waterloo (1997)
  - Battleground 9: Chickamauga (1999)
- Saga Age of Sail
  - Age of Sail (1996)
  - Age of Sail II (2001)
- Saga Campaign
  - East Front (1997)
  - West Front (1998)
  - East Front II (1999)
  - Rising Sun (2000)
  - Divided Ground: Middle East Conflict (2001)
- Saga The Operational Art of War
  - The Operational Art of War Volume I (1998)
  - The Operational Art of War II (1999)
- Tribal Rage (1998)
- 12 O’Clock High: Bombing the Reich (1999)
- Battle of Britain (1999)
- Hidden & Dangerous (1999)
- Jagged Alliance 2 (1999)
- Jetfighter IV (2000)
- Martian Gothic: Unification (2000)
- Codename: Eagle (2000)
- Dogs of War (2000)
- Metal Fatigue (2000)
- Spec Ops: Ranger Elite (2000)
- Tzar: The Burden of the Crown (2000)
- Merchant Prince II (2001)
- StarLeader (2001)
- outlive (2001)?